# Giorgio Abetti

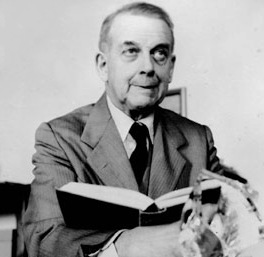
Giorgio Abetti

Giorgio Abetti (* 5. Oktober 1882 in Padua; † 24. August 1982 in Florenz) war ein italienischer Astronom.
Giorgio Abetti war der Sohn des Astronomen Antonio Abetti, des damaligen Direktors des Arcetri Observatoriums bei Florenz. Er studierte in Rom und Padua und promovierte 1904 in Padua. Abetti arbeitete zunächst als Assistent in Heidelberg, ab 1908 in Chicago am Mt. Wilson Observatory, 1909 in Neapel und ab 1910 am Observatorium des Collegio Romano in Rom.
1921 übernahm er nach seinem Vater das Amt des Direktors von Arcetri, das er bis 1953 ausübte. Zwischen 1921 und 1957 war er Professor an der Universität Florenz. Er leitete zwei Expeditionen zur Beobachtung der Sonnenfinsternisse von 1936 in Sibirien und 1952 im Sudan. In den Jahren 1948 und 1949 war er Gastprofessor in Kairo (Ägypten) und 1950 in den USA.
Giorgio Abetti erforschte insbesondere die Physik der Sonne und veröffentlichte bedeutende Arbeiten zur Struktur der Chromosphäre und der Strömung von Gasmassen im Innern von Sonnenflecken.
Giorgio Abetti war Vizepräsident der Internationalen Astronomischen Union (IAU). Für seine Arbeiten erhielt er zahlreiche Auszeichnungen, so 1937 den Jules-Janssen-Preis. Seit 1955 war er Mitglied (Honorary Fellow) der Royal Society of Edinburgh.
Zu Ehren von Vater und Sohn Abetti wurden zwei Mondkrater sowie der Asteroid (2646) Abetti nach ihnen benannt.